# 三重大学教育学部附属幼稚園・小学校・中学校・特別支援学校残業代未払い問題
三重大学教育学部附属幼稚園・小学校・中学校・特別支援学校残業代未払い問題 (みえだいがくきょういくがくぶふぞくようちえん・しょうがっこう・ちゅうがっこう・とくべつしえんがっこうざんぎょうだいみばらいもんだい) とは、三重大学教育学部附属学校園において14年間わたって教員らに対して、残業代が支払われていなかった問題である。

## 概要
2004年から2021にかけて約17年間、教員らに対し残業代が支払わていなかった。三重大学は2004年に法人になり、教員らも法人職員となった。そのため、一般的な教員らが公立の義務教育諸学校等の教育職員の給与等に関する特別措置法に基づいて、給与が支払われるのに対して、労働基準法第37条に基づいて割増賃金が支払われなければならない。しかし、ほとんどの教員らが三重県教育委員会との交流人事によって配置されており、教育公務員特例法に基づき、月給の4%を上乗せした給与の支払いが長年続けられていた。

## 発覚
2021年10月より、三重労働局津労働基準監督署による立入検査が4度実施された。同年11月30日に同署より、是正勧告処分が下された。約90人に対し、直近2年の未払い分に関しては支払われることになり、約1億5900万円が支払われた。しかし、ここにはすでに退職した者や転勤した者、約30人の分は含まれておらず、総額は約2億円を超えたとも言われる。

## 対応
一連の問題を受け、2022年1月5日付で、中学校、特別支援学校の校長2人がそれぞれ一身上の都合により辞任した。同年3月31日までは、小学校校長が兼務する形となった。
その後、4月より新校長が就任し、改革が進められていった。まず、部活の体制についての変更が行われ、外部コーチの採用や部活動の時間を短縮された。それによって、人数減のため廃部が決まっていた、男女バスケットボール部も活動継続が決定した。さらに、タイムカードの導入による、勤務時間の管理や、教員らの業務量削減などが行われた。
2023年4月からは体制が刷新され、校長は附属学校企画経営室副室長へ、副校長が校長へ、異動され、副校長の役職が消滅した。教頭はそのまま残った。

## 影響
全国の様々な報道機関に取り上げられた他、YouTubeで解説動画が投稿された。
また、2022年度入学希望者の受験者数が減少した。

## その後の問題
タイムカードによって、勤務時間が管理され給与の未払いも発生しないように改善されたと思われたものの、校長らによるタイムカードの書き換え(現職教員が生徒に対し発言)が行われており、また、校内で業務を行なっていても休日扱いとし、給料を支払わないなど、多数の問題が山積している。現在も根本的な問題解決には至っていない。